# Oria (kommunhuvudort i Spanien, Andalusien, Provincia de Almería, lat 37,49, long -2,29)
Oria är en kommunhuvudort i Spanien.   Den ligger i provinsen Provincia de Almería och regionen Andalusien, i den sydöstra delen av landet, 300 km söder om huvudstaden Madrid. Oria ligger 1 028 meter över havet och antalet invånare är 2 402.
Terrängen runt Oria är kuperad. Runt Oria är det glesbefolkat, med 9 invånare per kvadratkilometer. Närmaste större samhälle är Albox, 16,6 km sydost om Oria. Omgivningarna runt Oria är i huvudsak ett öppet busklandskap.